# ナムカム

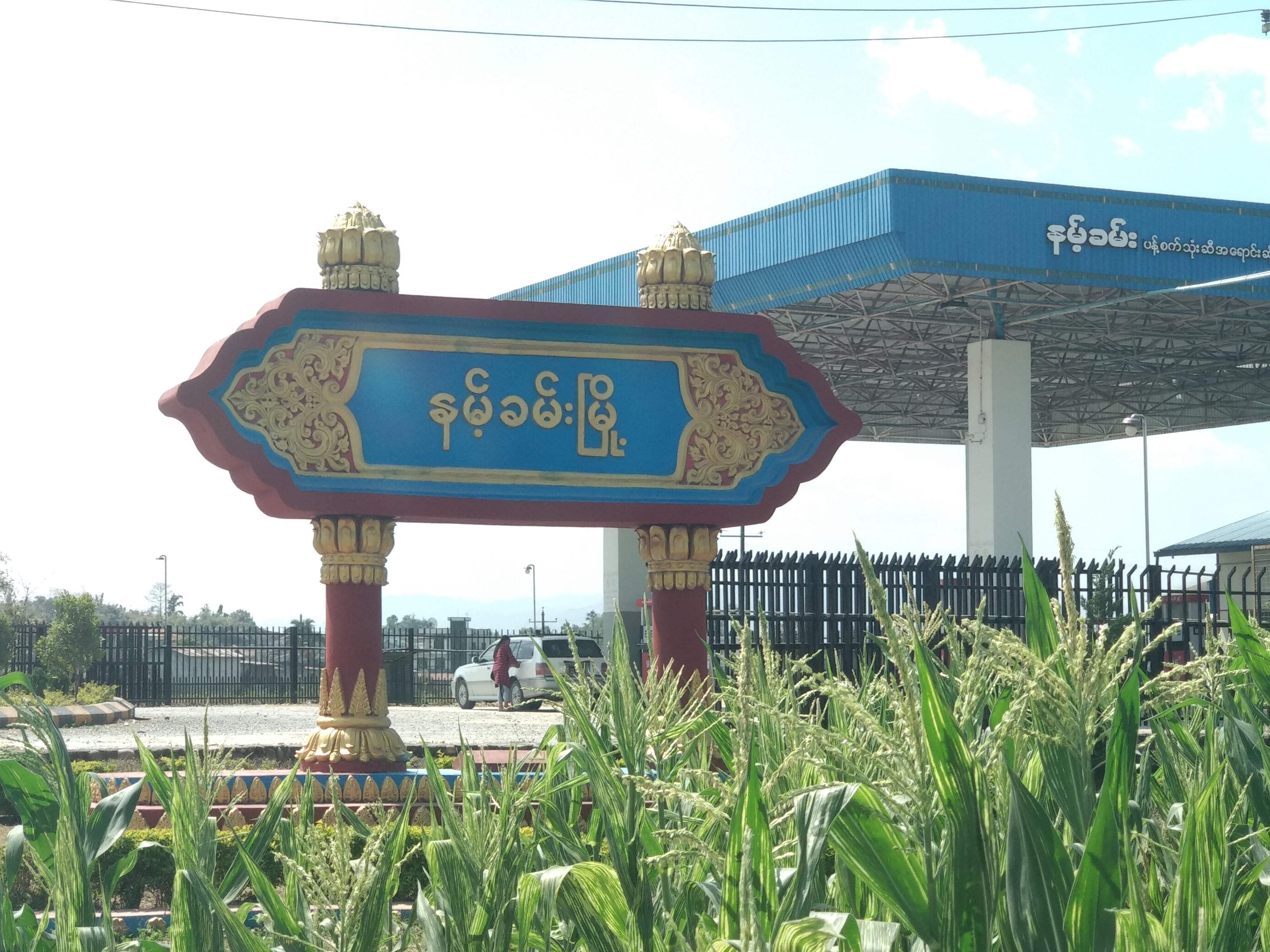
2008年のナムカム

ナムカム或いはナンカン（Namhkam、中国語：南坎）は、ミャンマーの北東部、シャン州にある町。中華人民共和国と国境を接し、瑞麗江を挟んで雲南省徳宏タイ族チンポー族自治州の弄島（ノンタオ）という町に面している。元来は清朝が統治していたが、1897年に締結された中英続議ビルマ条約でイギリスの永久租借地とされ、1960年の中緬辺界条約で中華人民共和国からビルマ（現ミャンマー）へと割譲された。ただし、中華民国は自国の主権が及ぶ「中国領土の一部分」であるとし、中華人民共和国とその周辺諸国が締結した条約による国境線の変更を公式に認めていない。
現在はミャンマー連邦北シャン州Muse（ムセ）District、Nampkham Townshipとなっている。住民の多くはシャン族。山間地にはパラウン族、コロンリショー族の村が多い。
現在は中国側からの日帰り観光客も多く訪問し、ミャンマーの異国情緒を楽しんでいる。主要な観光ポイントは、ナムカン大仏、民族村、シュエリー川下り、街中の市場など。